# Kuroszaki Icsigo
Kuroszaki Icsigo (黒崎 一護; Hepburn: Kurosaki Ichigo) egy kitalált szereplő, a Bleach című anime és manga főhőse, aki egy helyettes halálisten (később vaizard). Icsigo 15 éves a sorozat kezdetén, jelenleg pedig 17 éves. Narancssárga, kócos haja, barna szeme van és a lányok szerint ijesztő az arca. A születésnapja július 15-én van. Édesanyját (Kuroszaki Maszakit) még kiskorában egy lidérc megölte, így apja (Kuroszaki Issin) neveli őt, két lány testvérével, Juzuval és Karinnal együtt.
Kubo Tite megjegyzése szerint ő helyettesítette volna az eredeti főszereplőt, Kucsiki Rukiát, azonban Rukiát alkalmatlannak találta a főszereplő szerepére. A Sónen Jump magazin 2007-es szavazásán kiderült hogy egyike a legnépszerűbb Bleach karaktereknek. A NewType magazin minden idők legkedveltebb 100 sónen karaktere közé választotta őt. Icsigo karakterének népszerűsége miatt rengeteg figura, párna és egyéb eszköz készült amin az ő arca és neve található.

## Gyerekkor
Icsigo gyerekkoráról nem sokat tudni, pusztán a legismertebb eseményeket. Már kicsi kora óta jóban van egy lánnyal, Ariszava Tacukival, aki többször is megverte őt, mikor együtt karatét tanultak. Icsigót anyja beíratta egy dodzsóba négyévesen, és Tacuki állandó edzőtársa volt Icsigónak. Tacuki mindig kinevette Icsigót, mert sírt ha jól megütötte. Icsigo ekkor mindig az anyukájához sietett, és megölelte. Elég volt csupán egyszer látnia az anyukáját ahhoz, hogy felviduljon. Később két testvére született, Karin és Juzu, akik teljesen különböző személyiséggé fejlődtek, olyanok, mint tűz és víz. Mikor Icsigo kilencéves volt, egy gyereket látott a vízbe esni, de ezt csak ő volt képes látni, senki más. Az anyukája megpróbált a fia után szaladni, de egy jármű elütötte őt, és meghalt. Később kiderült, hogy egy lidérc bábja volt a gyerek, és a kedvenc csemegéje a nők. Az anya távozása teljesen megváltoztatott mindenkit. Icsigo ritkán mosolygott, magának való lett. Karin aki korábban mindig mosolygott, már ritkán mutatta ki érzéseit, és anyjuk halála óta már nem sírt. Juzu megpróbálta átvenni az anyuka helyét azzal, hogy megtanult takarítani, és segített az orvos apjának a munkák elvégzésében. Icsigo komolyabb lett és hosszú évekig magát okolta anyja halála miatt.

## Sinigami élet
15 éves korában találkozott Kucsiki Rukiával aki elmagyarázta neki a sinigamik életét. A Kuroszaki házba éppen ekkor betört egy lidérc és megsebesítette Icsigo testvéreit, akiben ekkor fogalmazódott meg, hogy az életét is feláldozná azért hogy megvédje családtagjait és barátait. Rukia odaadta erejét és a fiú helyettes halálistenként élt tovább. A Lelkek Világa is felfigyelt tehetségére és Kuroszaki a halálistenek köreiben is sok barátot szerzett.
Az iskolában Csadnak és Orihimének egyre kibontakozott különleges képessége, melyet úgy kaptak, hogy Icsigo közelségében éltek s így a fiú lélekenergiájának egy részét megkapták. Kuroszaki későbbi kalandjaiban is nagy segítséget nyújtanak majd. Az osztályból kitűnik még Isida Urjú, aki az utolsó Quincy a világban. Isida bár ki nem állhatja Icsigót elkíséri Hueco Mundoba és az út során egyre jobb barátok lesznek. Kiderül, hogy Icsigo félig lidérc és így még nagyobb erőre tesz szert. Bár a fiú elméletileg csak helyettes sinigami később megtudjuk apja (akivel folyton-folyvást verik egymást) is sinigami volt (vagyis még mindig az) és így Icsigo teljes halálisten.
Orihime beleszeretett Icsigóba, aki ezt még nem vette ugyan észre, de mikor a lány fogságba esett az áruló sinigami palotájában, igaz majdnem belehalt, de megmentette őt. Orihime először tartott Icsigo másik énjétől, de később rájött, hogy csak azért jött, hogy megmentse őt és akármilyen félelmetesen is néz ki a lidércmaszkban ugyanaz a fiú, mint akibe szerelmes lett.
Las Nochesben a 4. espada, Ulquiorra megölte Icsigót. Ezután Grimmjow odavitte Orihimét, hogy támassza fel a fiút. Így is lett. Erre azért volt szükség, mert Grimmjow meg akart vele küzdeni. Hosszú harc után Icsigo győzött, de megjelent az 5. espada, Nnoitra, akinek a fracciónja, Tesla majdnem megölte Icsigót, de megjelent Zaraki Kenpacsi és megmentette őt. Icsigo ezután Las Nochesben harcolt Ulquiorra ellen, hogy magával vihesse Orihimét. Azonban a harc nem volt könnyű. Ulquiorra előhívta a zanpakutójat és olyan sebességet kapott, amit Icsigo esetleg csak a Bankai-jal képes elérni. Icsigo legerősebb Gecuga Tensója sem okozott semmi sérülést Ulquiorrának. Ezután Ulquiorra a legerősebb cerojával támadt Icsigóra, de hála a lidércmaszkjának túlélte a csapást. Esélye sem volt Ulquiorra ellen, de harcolni akart, ezen Ulquiorra "felhúzta magát" és ismét alakot váltott, amit az espadák második feléledésének neveznek. Ebben az alakjában megölte Icsigót, azonban az feltámadt teljes lidérc alakjában és így a cerot is tudta használni, ami erősebb volt Ulquiorra cerojánál. Icsigo ezután könnyen legyőzte Ulquiorrát. Isidát is meg akarta ölni, mert az nem engedte neki, hogy feldarabolja Ulquiorra testének maradványait. Azonban Ulquiorra hátulról kiütötte egy támadással Icsigót, akinek ezután begyógyultak a sérülései és újra ember lett. Ulquiorra ezután azt kérte Icsigótól, hogy ölje meg, de visszautasította, s Ulquiorra teste porrá lett.
Ezután Icsigó megmenti Rukiát Yammitól, a 0. espadától, majd elmegy az emberek világába Unohana Recuval, a 4. osztag kapitányával, aki közben meggyógyítja. Mikor megérkeznek, rátámad Aizen Szószukéra, az 5. osztag volt a kapitányára, aki elárulta a Lelkek Világát, és le akarja taszítani a trónjáról a Lelkek Világának uralkodóját. Miután a támadását kivédték, Icsigó megküzd Icsimaru Ginnel, a 3. osztag korábbi kapitányával, aki azonban simán legyőzi, és azt mondja neki, hogy takarodjon a szeme elől. Miután Aizen legyőzte Uraharát, Yoruicsit és az apját, Issint, és elmegy Icsimaruval a Lelkek világába, ahová elteleportálták Karakura várost, az apja segítségével sikerül megtanulnia a Végső Gecuga Tensót.

## Zanpakutó
Icsigo kardját Zangecunak (斬月Metszőhold, Animax: Holdpenge) hívják, amit Hicugaja Tósiróhoz hasonlóan a hátán hord. A kard szelleme egy 30-40-es éveiben járó férfit ábrázol. Japán szinkron: Sugo Takajuki. Angol hang: Richard Epcar. Magyar hang: Kapácsy Miklós.
Sikai: A kardja különlegessége, hogy akkora mint maga Icsigo (1.75 m), valamint állandóan sikai formában látható. Közelharci Zanpakutó, megjelenését tekintve egy konyhakésre emlékeztet. Nincs se markolata, sem pedig keresztvasa. Az amiatt van, mert mikor Urahara Kiszuke edzette őt, megsemmisítette a kard erejét visszafogó funkciót betöltő keresztvasat. Icsigo Zangecut a hátán hordja, ha nem használja. A kard pengéje ezüstös színű. A kard végét szalagok borítják, amik használhatók kötszerként is, illetve a Icsigo lidérc énje bemutat egy másfajta kezelési módszert Icsigónak, melynek lényege hogy a kardot lehet csépként is használni, pörgetni a szalagja segítségével. A sikai formában Zangecu különleges támadása a Gecuga Tensó (月牙天衝 Égmetsző Holdagyar) ami egy távolsági támadás. Icsigo először Urahara Kiszuke ellen használja, azonban ekkor még nem ismeri a támadás nevét. Zangecu akkor árulja el neki a támadás nevét, mikor Sihóin Joruicsi a bankai formára tanítja. Mikor ezt a támadást használja , Zangecu kék félhold formájú lövedéket küld az ellenségre, aminek erőteljes romboló ereje van. Mikor Icsigo bankai formában használja a Gecuga Tensó-t, akkor a lövedék feketévé változik, és az ereje is megsokszorozódik. Ezt azonban nem Icsigo használta először, hanem a lidérc énje. Ezt a típusú támadást Kuroi Gecuga (黒月牙 Fekete Holdagyar) néven is ismerik.
Bankai: Icsigo kardját bankai formában Tensza Zangecunak (天鎖斬月 Églánc Metszőhold, Animax: Megláncolt Hold) hívják. Az Urahara Kiszuke által kifejlesztett három napos tanulási módszer alapján érte el Icsigo Sihóin Joruicsi segítségével. Icsigo bankai formában magára ölti Zangecu hosszú, fekete köpenyét aminek a szegélye szakadt, és vörös színű a bélése. Tensza Zangecu az egész Lelkek Világában egyedi Zanpakutó. A legtöbb kard bankai formája valami hatalmassá, és látványossá változik át, azonban Zangecu összemegy, és egy teljesen fekete daitó (japán hosszú kard) alakját veszi föl, melynek keresztvasa egy mandzsi szimbólum. A szimbólum jelentése: „ban”, azaz végső, utalva ezzel a bankai-ra. A markolat végén lánc látható. A kicsi forma azonban hasznos, mivel összesűríti kis alakba a Reiacut, így Icsigo képes szélsebesen szaladni, olyan gyorsan hogy a sebessége felülmúlja Joruicsiét, és Kucsiki Bjakuja-ét. Icsigo kedve szerinti gyorsasággal használhatja a Sunpót (Villámtánc). De van egy hatalmas hátulütője is a bankai formának. Mivel Icsigo gyenge a Reiacu irányításában, így nagyon nagy kihívást jelent számára a bankai vezérlése. Amennyiben elragadtatja magát, és nem figyel oda kellőképpen, a bankai megőrjíti a csontjait, aminek a végeredménye bénulás lesz. Ez történt a Kucsiki Bjakuja ellen vívott harcában is, mikor Icsigót Bjakuja átlőtte egy Bjakurai támadással. Ha Icsigo lebénul, és elveszti az eszméletét, a lidérc énje átveszi fölötte az irányítást.